# Agastache svraskalá
Agastache svraskalá (Agastache rugosa) je vytrvalá aromatická bylina z čeledi hluchavkovitých, druh z rodu agastache, který je původem z východní Asie. Má hojné využití jako okrasná, léčivá a nektarodárná rostlina.

## Popis

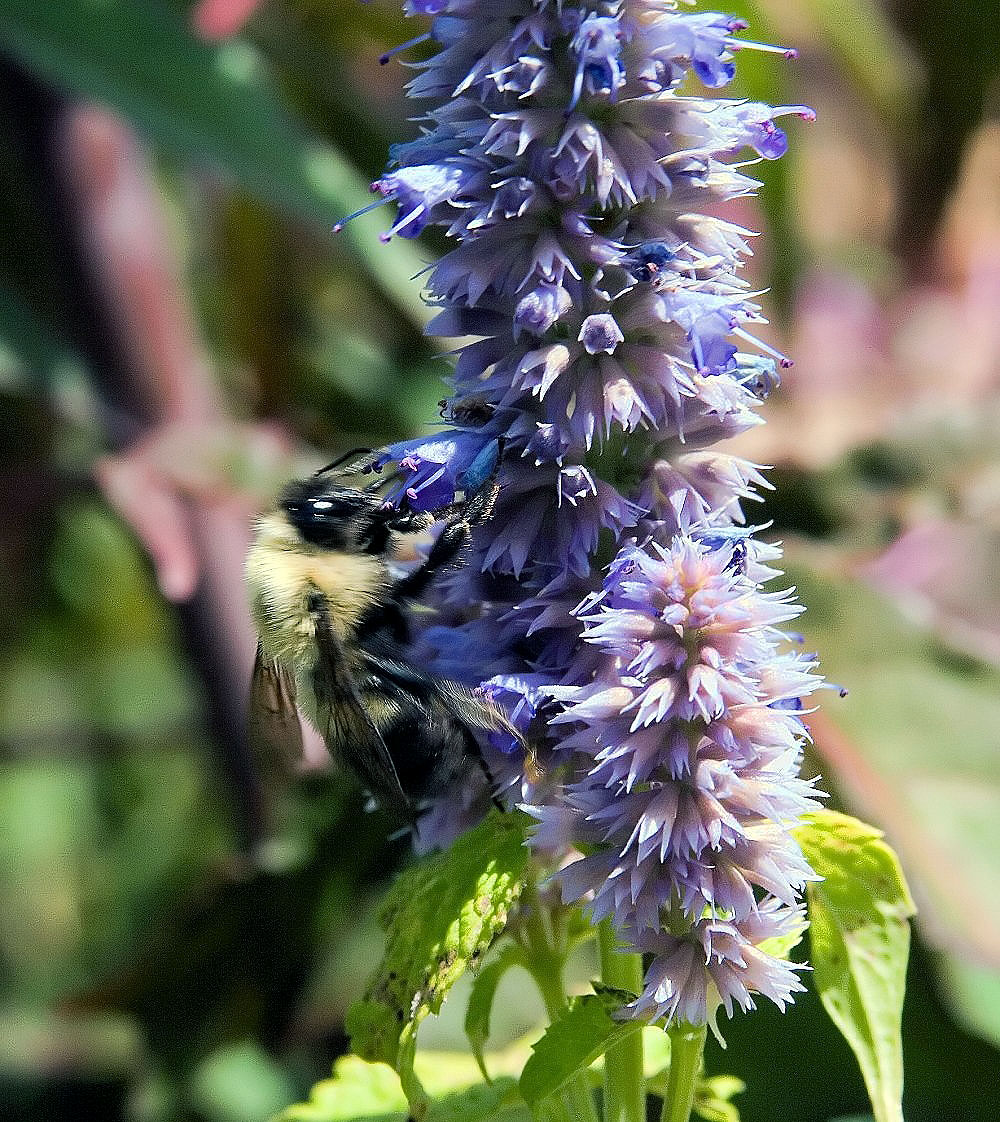
Detail květenství

Vytrvalá, silně aromatická bylina, která dorůstá výšky 40–100–120 cm, s čtyřhrannou, v horní části větvenou lodyhou. Listy jsou vejčitě srdčité, křižmostojné, řapíkaté, na okrajích hrubě zubaté, 5–10 cm dlouhé a 3–7 cm široké, řídce porostlé chlupy. V červnu až září rostlina rozkvétá oboupohlavnými květy uspořádanými v lichopřeslenech, které jsou podepřeny kopinatými listeny a skládají hustý koncový lichoklas; kalich je trubkovitý, zakončený pěti úzkými trojúhelníkovými cípy, koruna dvoupyská, srostlá z pěti cípů, růžová nebo fialová, se čtyřmi dvoumocnými tyčinkami vyčnívajícími ven z koruny. Opylování je entomogamní, plodem je schizokarp dělící se na čtyři obvejčité plůdky – tvrdky. Ploidie je 2n=18.

## Rozšíření a ekologie
Přirozený areál druhu se rozkládá na východě Asie: zahrnuje centrální a severozápadní Čínu, Korejský poloostrov, Japonské souostroví a oblasti ruského Dálného východu. Jako zdomácnělá je uváděna též ze zbytku Číny, Laosu, Vietnamu, Švédska a některých oblastí evropského Ruska. Roste na slunečných místech v říčních údolích, na travnatých a kamenitých stráních a lukách, převážně na lehčích, humózních, dobře propustných půdách, od nížin po nadmořské výšky kolem 1500 m.

## Využití
Agastache svraskalá má řadu využití. Patří mezi 50 základních rostlin čínské bylinné medicíny. Obsahuje řadu aromatických silic, které jí dodávají antibakteriální, protizánětlivé, uvolňující a karminativní účinky. Pomáhá při bolestech hlavy, nadýmání, špatném zažívání, nevolnostech, nechutenství, snížené vitalitě a psychickém vyčerpání.
Mladé listy vonící po anýzu, mátě či lékořici jsou oblíbeným kořením v korejské kuchyni, kde se používají k ochucování tradičních dušených pokrmů a polévek z ryb. Jsou také hlavní ingrediencí palačinek buchimgae. Lze je využít též k aromatizaci nápojů nebo bylinkových salátů.

Jako atraktivně kvetoucí rostlina je tato agastache pěstována též pro okrasu. Bylo vyšlechtěno několik okrasných kultivarů, jako například bíle kvetoucí 'Alba' či 'Alabaster', 'Black Adder' s květy tmavě modrofialovými a tmavěji zbarvenými listy nebo růžovofialově kvetoucí 'Golden Jubilee' s listy jasně žlutozelenými. Jako vzrůstnou a nápadnou rostlinu se doporučuje sázet ji ve skupinkách do středních nebo zadních partií záhonů, a to vždy na plně osluněná místa s dobře propustnou půdou. V době květu přitahuje na zahradu množství opylujícího hmyzu. Dlouhé a pevné lodyhy jsou vhodné též k řezu do vázy, jejich odkvetlé suché semeníky jsou na záhoně atraktivní i během zimního období. Množí se dobře jak semeny, tak i dělením trsů, ve středoevropských podmínkách je plně mrazuvzdorná.

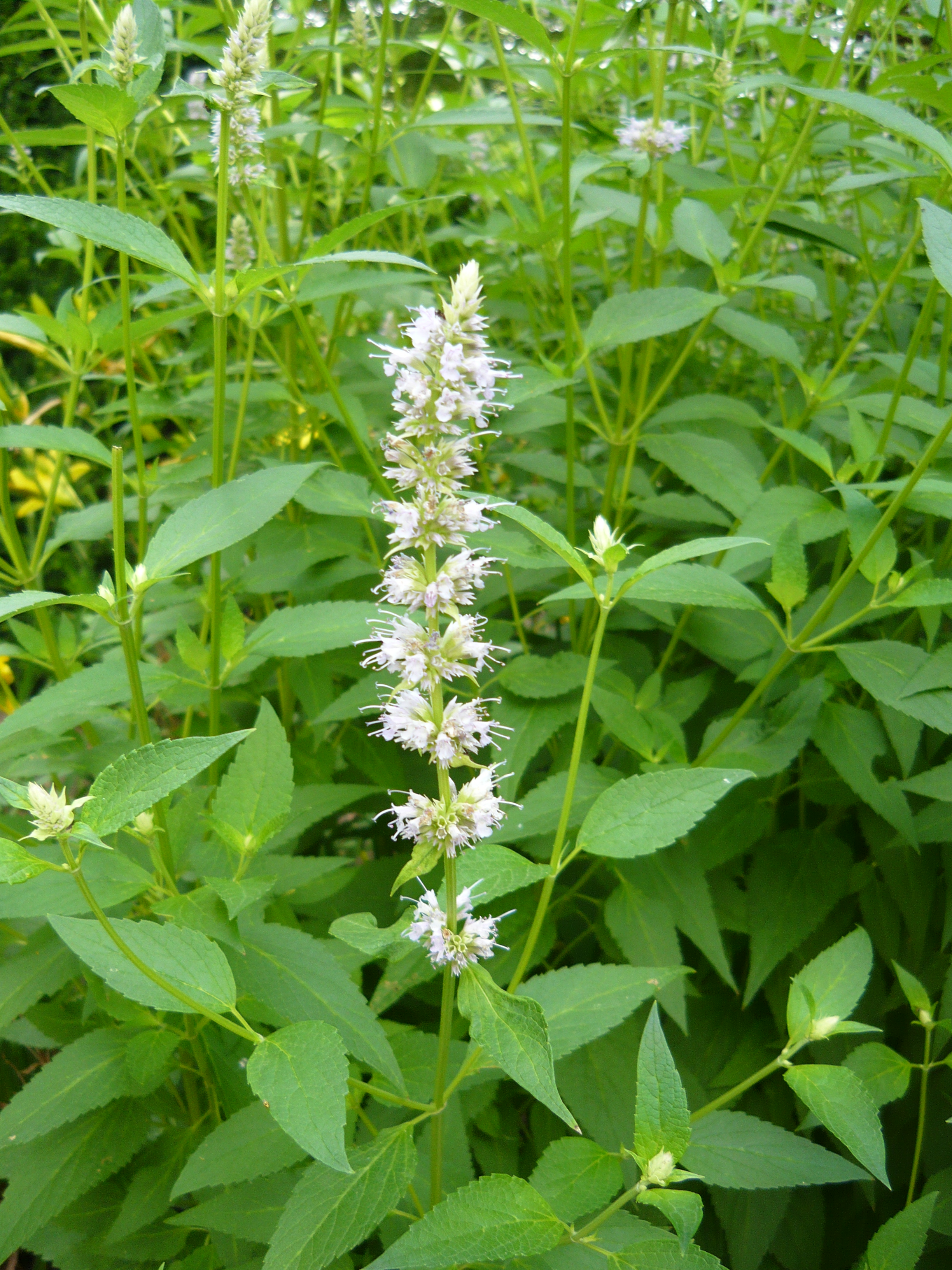
Bíle kvetoucí kultivar
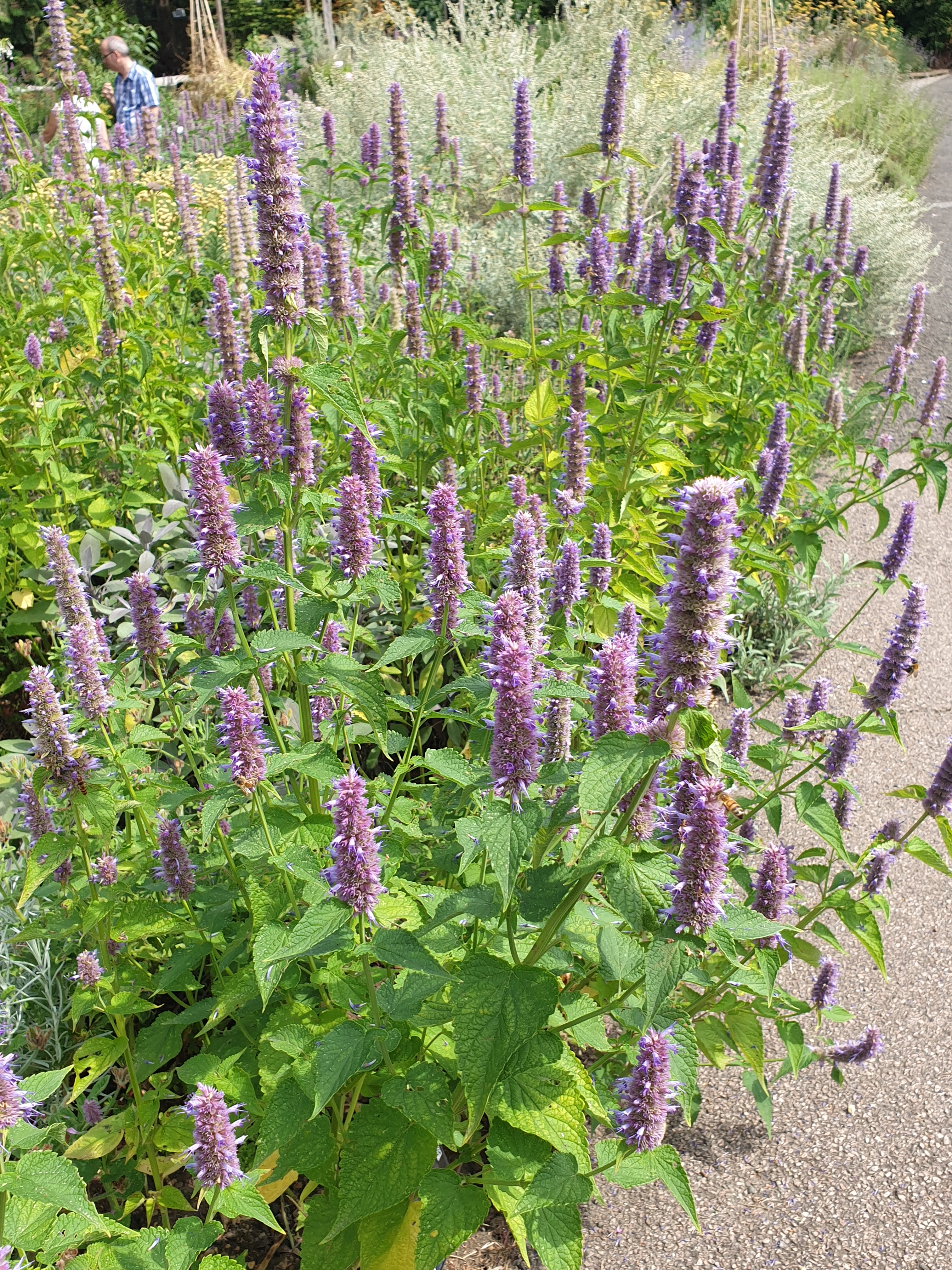
Plně rozkvetlý záhon
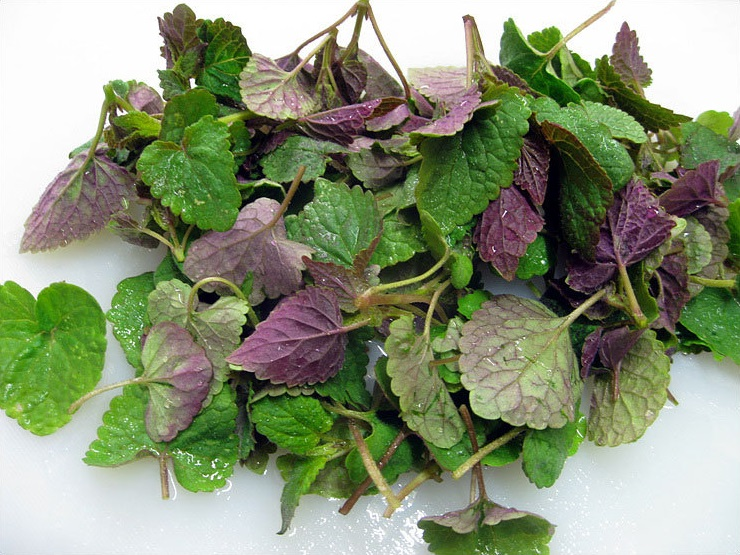
Čerstvě sklizené mladé listy
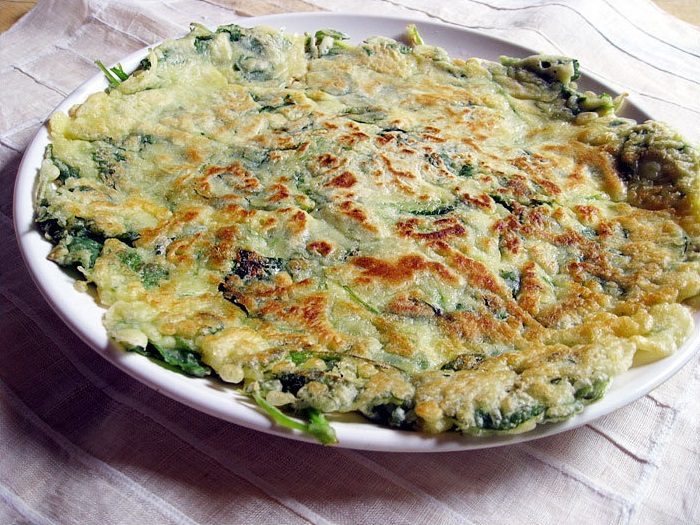
Korejská palačinka buchimgae z vajec a listů agastache svraskalé
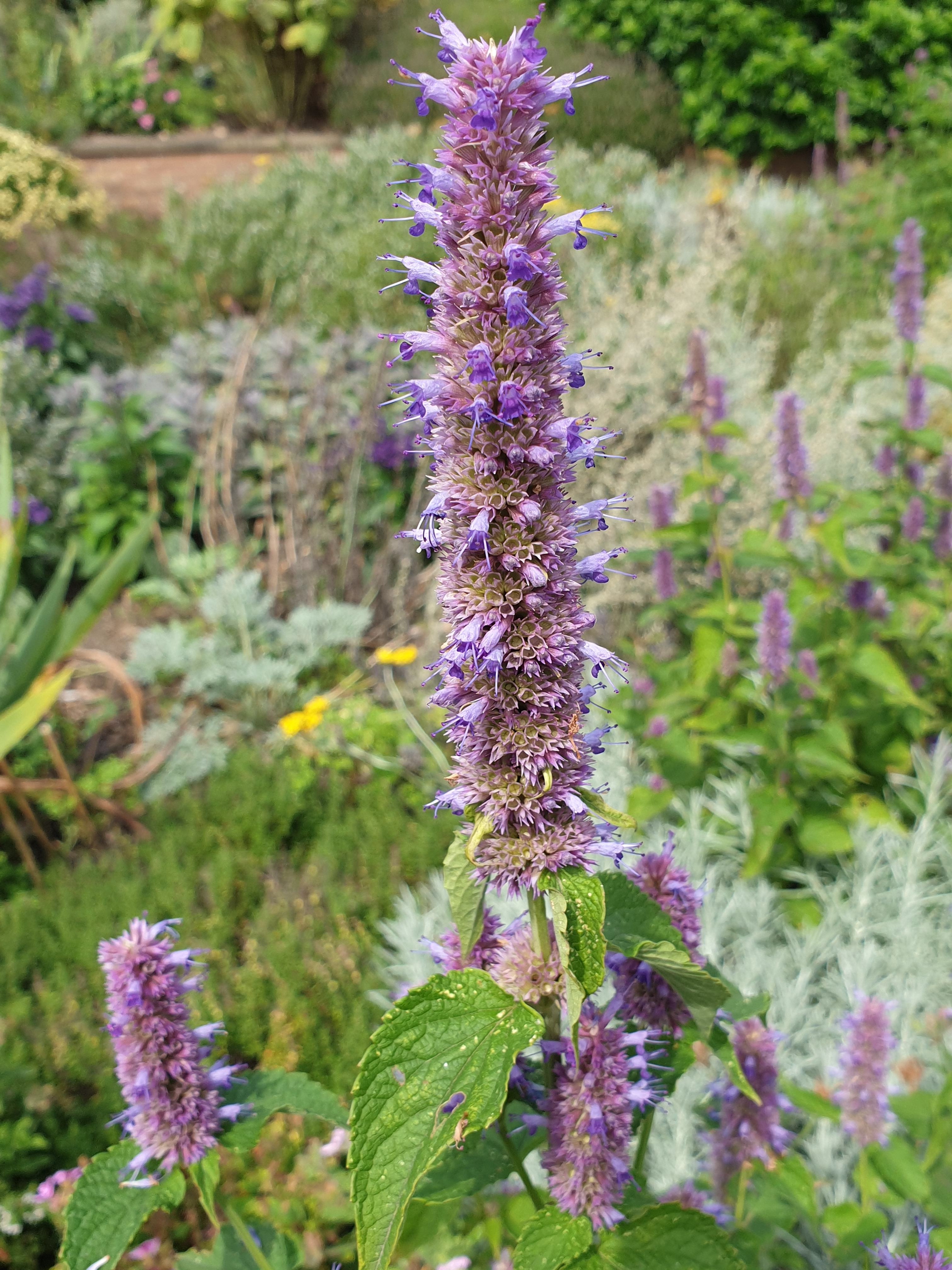
Zapojení v zahradní kompozici